# Pedersen-Kanal
Der Pedersen-Kanal (französisch Chenal Pedersen) ist eine Meerenge im Géologie-Archipel vor der Küste des ostantarktischen Adélielands. Sie trennt die Pétrel-Insel im Nordwesten von der Île du Marégraphe, der Rostand-Insel und der Carrel-Insel im Südosten.
Französische Wissenschaftler benannten ihn nach Vilhelm Pedersen, der zwischen 1952 und 1966 in unterschiedlicher Funktion zur Besatzung der Forschungsschiffe Kista Dan, Magga Dan und Thala Dan gehört hatte.